# Watigny
Watigny ist eine französische Gemeinde mit 359 Einwohnern (Stand: 1. Januar 2022) im Département Aisne in der Region Hauts-de-France; sie gehört zum Arrondissement Vervins, zum Kanton Hirson und zum Gemeindeverband Trois Rivières. 

## Lage
Die Gemeinde Watigny liegt im Nordosten der Landschaft Thiérache an der Grenze zu Belgien und zum Département Ardennes. Nachbargemeinden von Watigny sind Momignies (Belgien) im Norden, Signy-le-Petit im Nordosten, La Neuville-aux-Joûtes im Nordosten und Osten, Any-Martin-Rieux im Osten und Südosten, Leuze im Süden, Martigny im Südwesten sowie Saint-Michel im Westen.

## Bevölkerungsentwicklung
| Jahr                       | 1962 | 1968 | 1975 | 1982 | 1990 | 1999 | 2006 | 2013 | 2022 |
| Einwohner                  | 427  | 449  | 361  | 403  | 418  | 369  | 365  | 371  | 359  |
| Quellen: Cassini und INSEE |      |      |      |      |      |      |      |      |      |

## Sehenswürdigkeiten

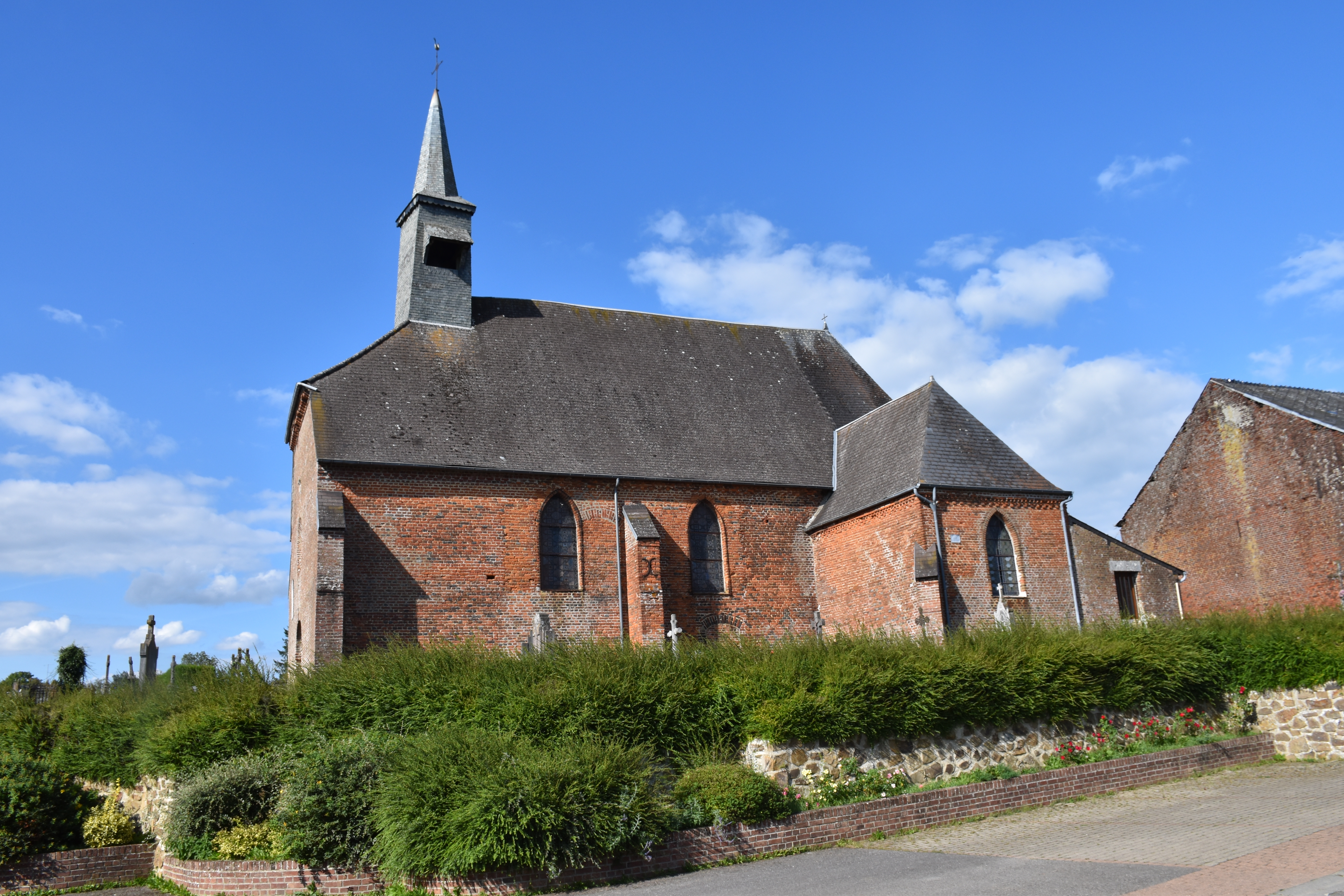
Kirche Saint-Jean
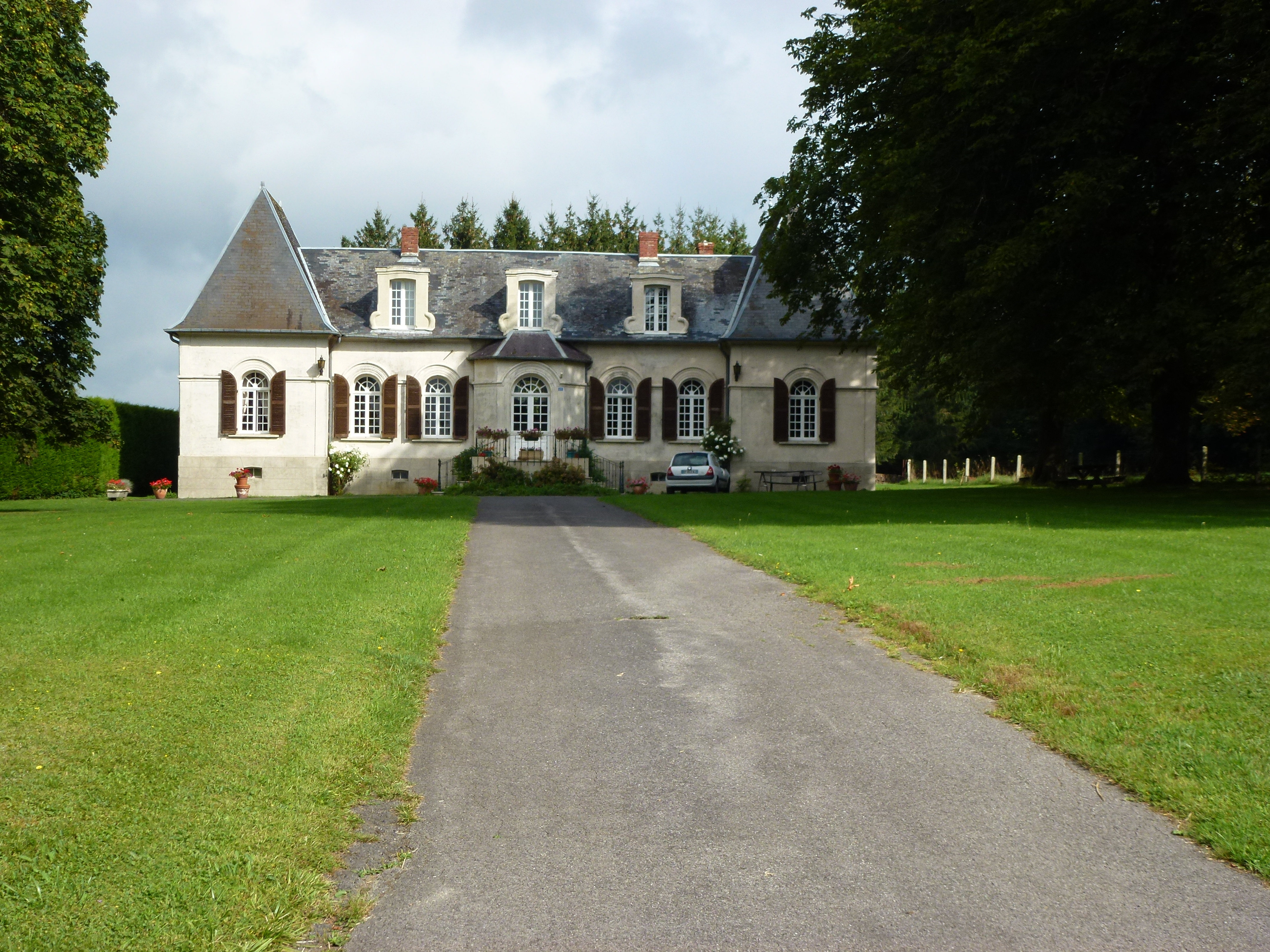
Schloss Blanc ("Das Weiße Schloss"), eigentlich Schloss La Cloperie, aus dem 17. Jahrhundert
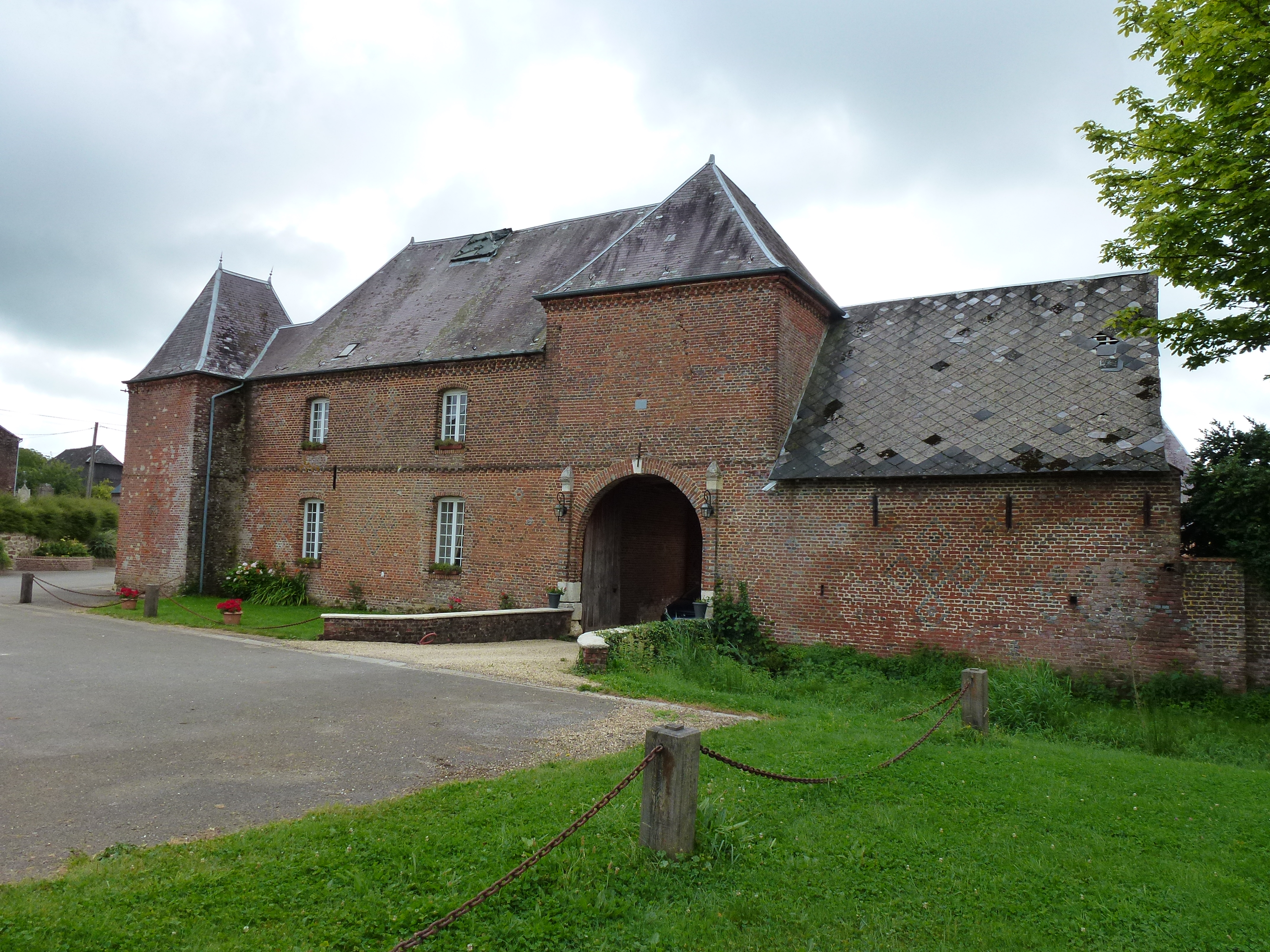
Befestigter Gutshof
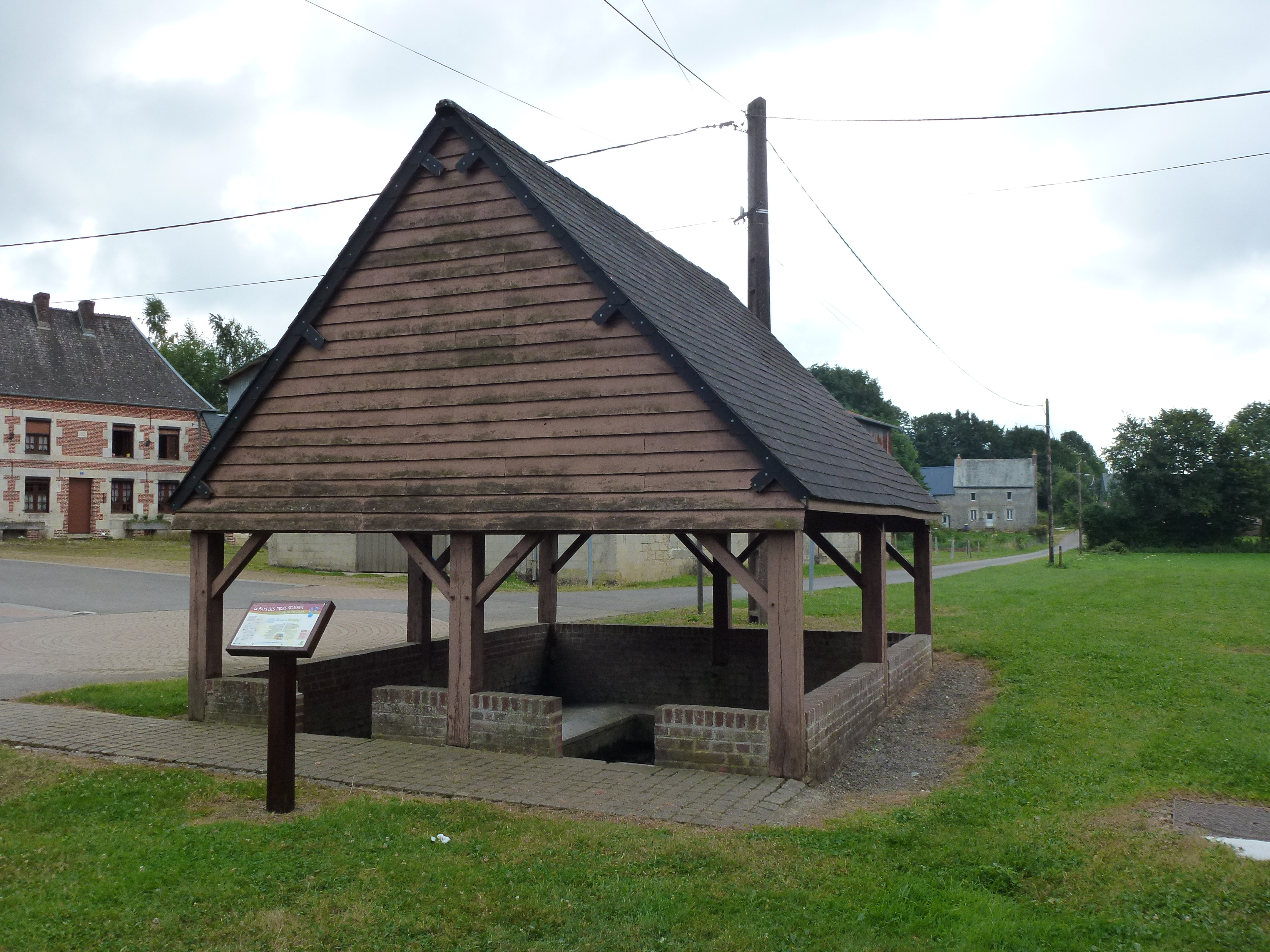
Ehemaliges öffentliches Waschhaus (Lavoir)
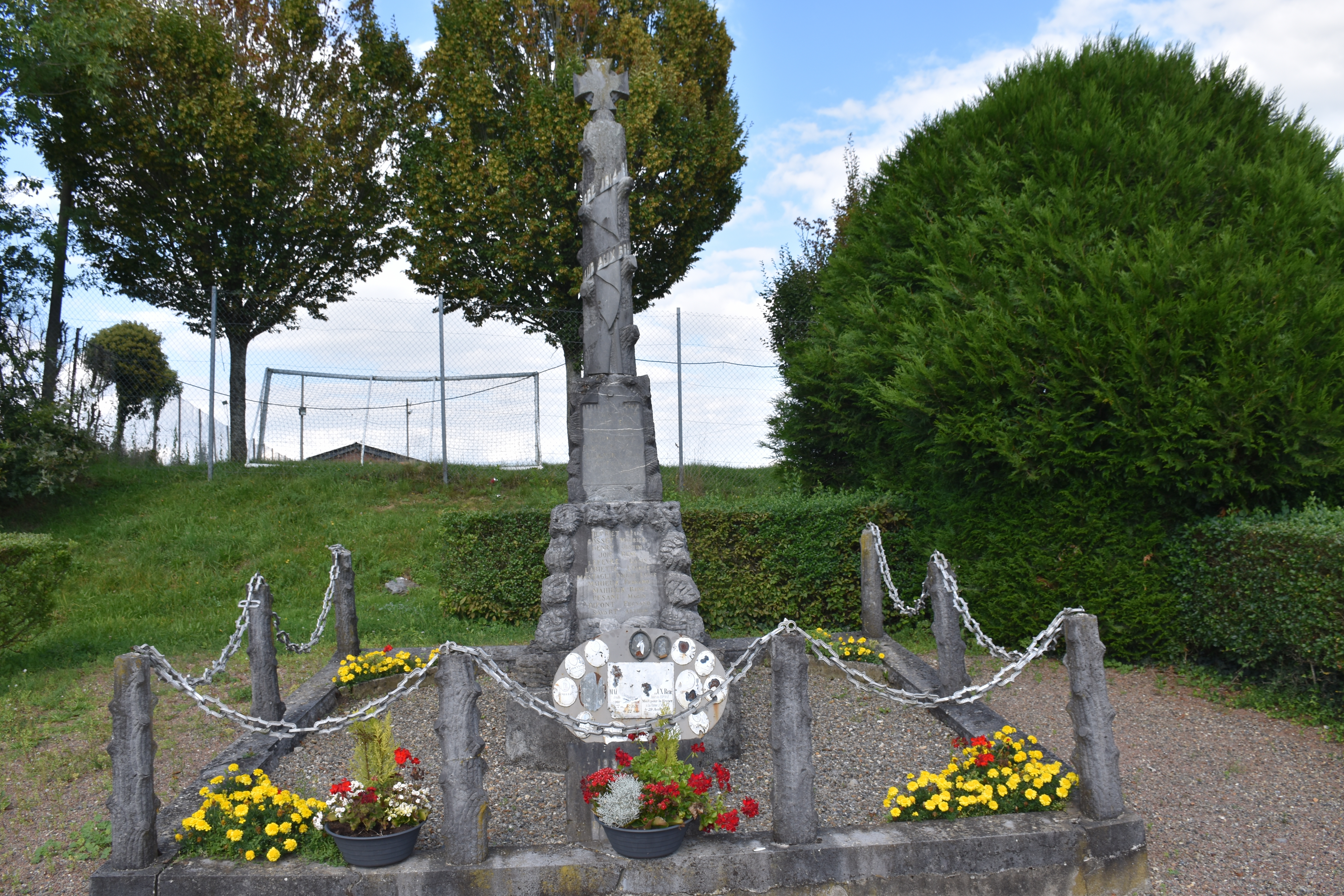
Gefallenendenkmal

- zwei Lavoirs

- Kirche Saint-Jean
- Schloss La Cloperie
- Befestigter Gutshof
- Ehemaliges öffentliches Waschhaus (Lavoir)
- Gefallenendenkmal